# リブレット (パーソナルコンピュータ)

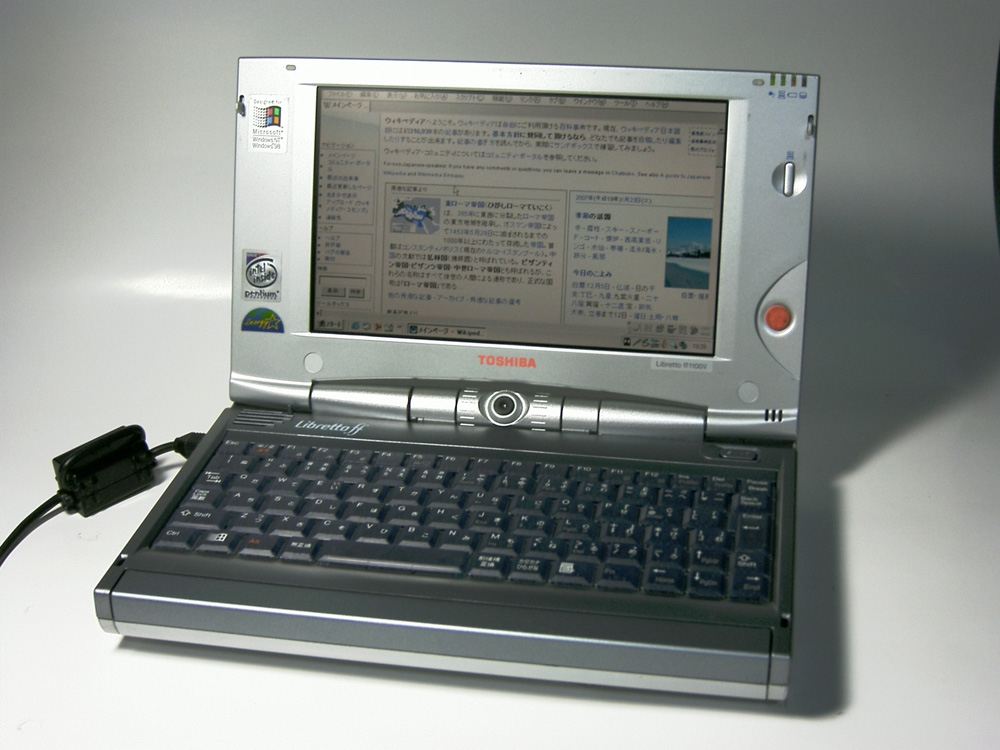
東芝 Libretto ff1100

Libretto（リブレット、libretto）は、東芝（現・Dynabook）が開発・販売していた小型ノートパソコンの製品シリーズ名である。
1996年発売の初代モデルLibretto 20は、当時最先端であった東芝の小型化技術を集結させ、世界最小・最軽量のWindows 95搭載PCとして登場する。
モノクロ液晶の携帯情報端末 (PDA) やハンドヘルドPC、メール専用通信端末等が主流だった当時のモバイルコンピューティング界に大きな衝撃を与えた。
以降、初代Librettoの難点を改良した後継機が続々と発表され、デスクトップPCと同じWindowsが動作する超小型ノートPCとして地位を確立、他メーカーから類似製品も登場する。
近年はレギュラーラインナップとしての継続的な開発販売は行われていないが、省電力型プロセッサの登場など技術的な動向や東芝のノートパソコン事業の節目を祝う販売戦略などにより断続的に新製品が登場している。2010年6月には、東芝ノートPC発売25周年記念モデルの1つとして、5年ぶりの新モデルである「libretto W100」が発表されたが、現在はモデル消滅している。

## 発売されたモデル
Libretto 20
1996年4月17日発売。専用のチップセットや薄型HDDなどの自社開発パーツによりVHSビデオテープとほぼ同じサイズにまとめた。
省電力・高パフォーマンスのCPU、AMD社製Am5x86 75MHz（カタログでは486DX 75MHz相当と記載）を採用。
8MBのメモリ（最大20MBまで増設可能）と、本モデルの為に開発された8.45mm厚の薄型2.5インチHDD(270MB)を搭載する。
横640ドット×縦480ドットの6.1インチTFT液晶。
親指で操作するポインティングスティック「リブポイント」を液晶パネル右横に搭載。クリックボタンは天板にある。
裏蓋の一部を切り取る改造を行うことで、より大容量で標準的な（薄型でない）HDDを内蔵させたり、HDDを差し替える事で用途毎にシステムを入れ替えるなどが可能であった。
当時としても珍しいPCMCIA接続でブート可能なフロッピーディスクドライブ（製造はワイ・イー・データ）がオプションで用意され、後のモデルにも継承された。リカバリーメディアはユーザー自身が作成する必要があり、約50枚ものメディアを必要とした。
Libretto 30
同年11月5日発売。Libretto20からCPUを強化（DX4互換 (5x86) 100MHz）し、HDDを増量（500MB）させたモデル。20では標準設定とされていたディスク圧縮が不要となり、CPU負荷が軽減されたことから動作クロック向上以上に高速動作した。他の部分はLibretto20と同一。
本モデルまではサウンド機能を搭載せず、また電源関係のデバイスドライバが提供されなかったことから、Windows 98やWindows NT 4.0など標準搭載OS以外のアップグレード・動作サポートもない。
Libretto 50
1997年1月7日発売。CPUはIntel Pentium75MHz、HDDは810MB、最大メモリは32MB（標準16MB）。サウンド機能が付き、単体での音楽再生が可能となった他、付属のIOアダプタを使用した外部ディスプレイ表示、内蔵ディスプレイでの32bitカラー表示が可能となった。天板と底板がマグネシウム製となる。
30以前のモデルとはリブポイントの形状が異なるほか、ポートリプリケーターやIOアダプタに互換性がない。
Libretto 60
同年6月24日発売。CPUをPentium100MHz (VRT)とした進化版。
Libretto 70

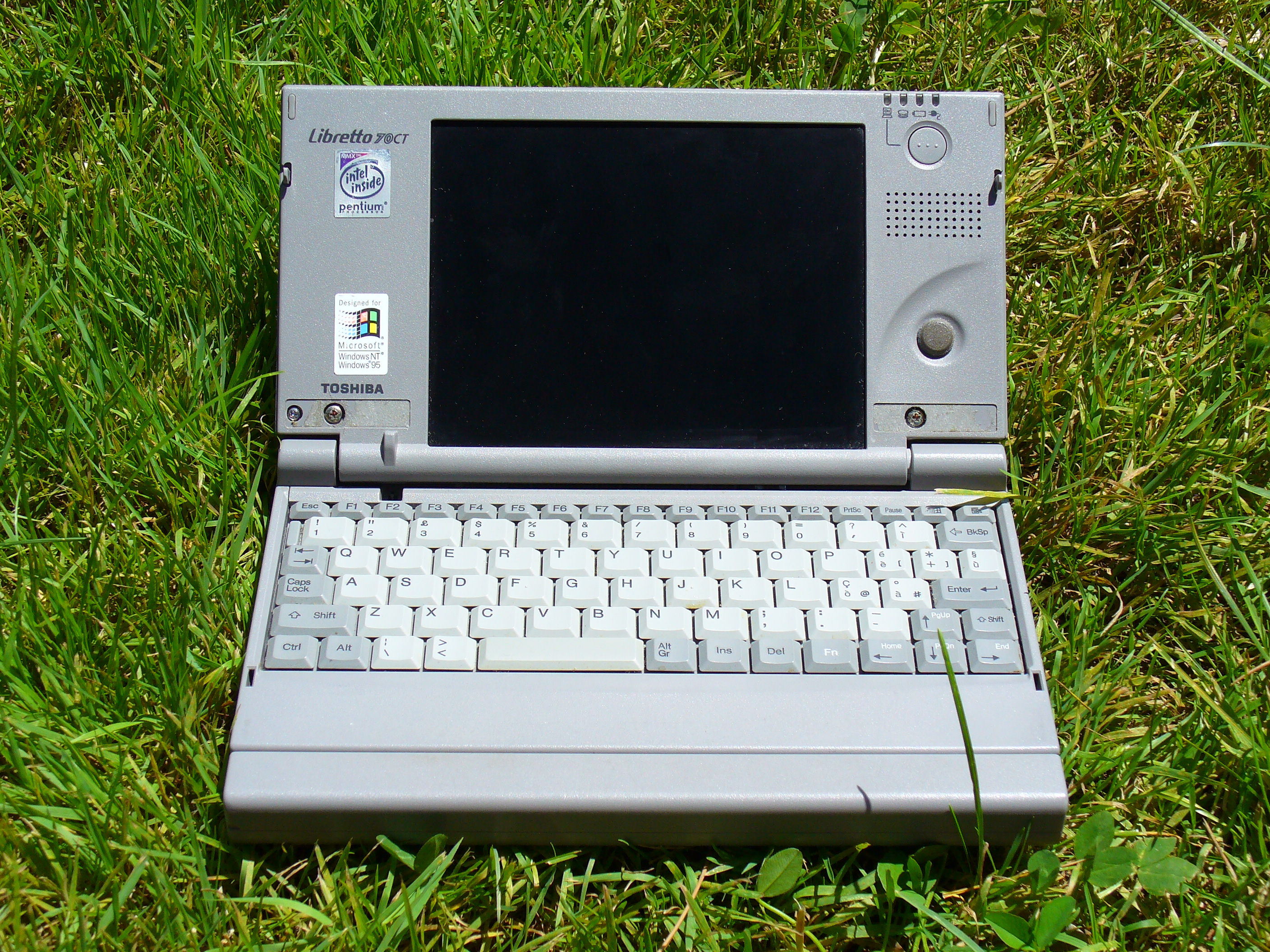
東芝 Libretto 70

同年10月29日発売。CPUはMMX Pentium120MHz、HDDは1.6GBになる。
Libretto20と同寸法の筐体は本機までで、以後画面サイズの拡大や機能追加などにより大型化する。
Libretto 100
1998年3月5日発売。CPUはMMX Pentium166MHz、HDDは2.1GB、横800ドット×縦480ドットの7.1インチTFT液晶を搭載し筐体が大型化、PCMCIA Type2のPCカードが2枚搭載可能。
Libretto 110
100のマイナーチェンジ。CPUはMMX Pentium233MHz、HDDは4.3GBになる。海外向けモデルであったが日本でも一部で販売された。
Libretto SS1000
1998年7月、DynaBook SSシリーズと同時発売。
CPUはMMX Pentium166MHz。筐体にマグネシウム合金を採用しメタルシルバーとブラックのツートンカラーとなる。(当時のSlim Shock Dynabook SSシリーズと同じデザイン)
液晶が70以前のVGA表示のものに戻るが、6.35mm厚のHDDなどの採用により10mm以上の薄型化を達成。
Libretto SS1010
SS1000のマイナーチェンジ。CPUはMMX Pentium233MHzになる。
Libretto ff1100
1999年7月17日発売。DynaBook10周年記念モデルの一角をなす。
他社製品のヒットに触発されCMOSカメラ「SCOOPY」やワイヤードリモコン「i.Shuttle」等を用いた新しい使い方を訴求。
個人向けを意識しパールシルバー / ブルーグレーのツートンにオレンジ色のリブポイントのカラーリングに変更。
Libretto 100で採用していた横800ドット×縦480ドットの7.1インチTFT液晶が復活。
CPUはMMX Pentium266MHz、64MBのEDOメモリを実装。
Libretto ff1050
ff1100と同時発売。横640ドット×縦480ドットの6インチSTN液晶を搭載。
ff1100標準装備のカメラ、ワイヤードリモコン、スケルトンキーボード、モデム、スマートメディアスロットなどを廃した廉価版的な位置づけ。
CPUはMMX Pentium233MHz、実装メモリはEDO32MBになる。
Libretto ff1100V
同年11月5日発売。ff1100のマイナーチェンジ版でHDD容量を3.2GBから6.0GBに変更。
競合機種の多くがPentium II系のCPUにシフトしたため、10万円を切る店頭価格が提示される時期もあった。
Libretto L1
2001年5月18日発売。技術の粋を集めた旧シリーズとは異なり「実用的で低価格なモバイルノート」を標榜。
B5ファイルサイズのDynaBook SSを、主に奥行き方向において極力小型化したような設計である。
トランスメタ開発の低消費電力CPUCrusoeTM5600/600MHzにALi (ULi) 製チップセットM1535の組み合わせ。
キーボードはDynaBook SSのものと共通で、リブレット史上初めて通常の「アキュポイントII」を搭載した。
当時としては珍しい「ワイドSXGA」横1280ドット×縦600ドットの10インチ低温ポリシリコンTFT液晶を採用。
Windows XPの発売を控えていた事もありWindows Meをプリインストールした。
L2の発売後はMicrosoft Officeを搭載したモデルのみがラインナップに残り併売されていた。
Libretto L2
同年8月10日発売。IEEE 1394端子を廃しEthernet端子を内蔵。
Windows MeモデルとWindows 2000プリインストールモデルの両方をラインナップ。
L3の発売後はWindows Meモデルのみがラインナップに残り併売されていた。
Libretto L3
同年11月発売。Libretto L2のWindows 2000モデルに約2倍の容量となる20GBのHDDを搭載したもの。
限定2002台の2002 FIFAワールドカップ記念モデル「Libretto adidas edition」のベースとなった。
Libretto L5
2002年4月発売。CrusoeTM5800/800MHzを搭載、ビデオチップ変更やメモリ増などのスペックアップを果たした。
SDメモリーカードスロットが追加。
無線LANを内蔵したモデルは1.8インチの20GBHDDにWindows XP Professionalをプリインストール。
無線LANを内蔵しないモデルは2.5インチ20GBHDDにWindows XP Home Editionをプリインストール。
libretto U100
2005年4月発売。ラップトップタイプのノートPC「T1100」発売20周年記念モデルのひとつ。
横幅を初代モデルのLibretto 20と同じ210mmに設定。エターナルブルーとピュリティホワイトの2色展開。
インテル製の超低電圧版Pentium M 733/1.1GHzにIntel 855GMEチップセットの組み合わせ。
横1280×縦768ドットの7.2インチLEDバックライト搭載液晶ディスプレイ。
アキュポイントのスティックはキーボードの中央からパームレスト部分に移動。指紋認証装置を搭載。
リブレット史上初めてドッキングステーション（DVDマルチドライブ内蔵）が用意された。
東芝の持てる小型化技術のショウルームとでも呼ぶべき、高密度に実装された製品である。
libretto W100
2010年8月発売。東芝ノートPC発売25周年記念モデルのひとつ。
Windows OS搭載PCでは世界初の2画面タッチパネルを採用。ディスプレイは横1024×縦600ドットの7.0インチLEDバックライト搭載「Clear SuperView LED液晶」を搭載するが、これを2つ装備したことで10型ワイド相当の情報の閲覧を可能にした。縦に向ければ本を読む感覚で電子書籍を読んだり、横に向ければあらかじめプリインストールされているソフトウェアキーボードを使って小型モバイルノートとして使えたりとさまざまな操作を可能にした。
インテル製の超低電圧版Pentium U5400/1.20GHzにmobile intel QS57 Expressチップセットの組み合わせ。
前機種のU100同様に独自の高密度実装技術を行うことで約699g（標準バッテリーパック装着時）の小型軽量化を実現。
約4時間の長時間稼動を可能にする大容量バッテリーパックを付属。
ワイヤレスLANはIEEE802.11a/b/g/nを搭載し、新たにモバイルWiMAXも搭載された。

### 特殊モデル
Libretto MobilePack (NTT DoCoMo)
NTT DoCoMoより発売された、モバイルインターネットセット。
今で言うところのコラボレーションモデル。10円メールソフトやFAX送信ソフトなどがプリインストールされており、ドコモショップなどでも販売されていた。
Libretto 30と携帯電話との接続キット等がセットになっている。
Libretto MobilePackII (NTT DoCoMo)
Libretto 60と携帯電話との接続キット等がセットになっている。
Libretto MobilePackIII (NTT DoCoMo)
Libretto M3という特別モデルと携帯電話との接続キット等がセットになっている。
CPUはMMX Pentium133MHz、HDDは2.1GB、メモリは32MB、大容量バッテリ等を搭載し外見も旧Librettoに似ている事からLibretto70の強化版のような趣であるが、CPUがVRTになり、L2キャッシュを内蔵し、USBポートやCardBusスロットを搭載するなど、電気的仕様としてはむしろLibretto SSシリーズに近いモデルである。
Libretto 50M
1997年頃に生産された生命保険会社専用の特別モデル。愛称は「ほほえみくん」。
最大の特徴は、リブポイントの代わりにタッチパネルディスプレイを採用し対面プレゼンテーションが行いやすいこと。
一般向けには販売されていなかったが、減価償却が済んだ頃に中古で市場に出回った。
Libretto MobilePack同様、中古市場での人気は高い。